# Гусман, Моисей Тимофеевич
Михаи́л (Мои́сей) Тимофе́евич Гу́сман (12 февраля 1914, Баку — 1999) — советский учёный-нефтяник.

## Биография
Родился 12 февраля 1914 года в Баку (ныне Азербайджан). Сын служащего. Окончил Бакинский техникум нефтяного машиностроения (1931) и АзИИ (1937, заочно).
С 1931 года техник, инженер-конструктор в Азербайджанском институте нефтяного машиностроения (Азинмаш). В 1934—1942 годах инженер, заместитель главного инженера Экспериментальной конторы турбинного бурения (Баку).
В 1942—1948 годах начальник отдела турбинного бурения НКНП СССР.
В 1949 году был одним из основателей СКБ по турбобурам и долотам (СКБ-2) МНП СССР, его главный конструктор, заместитель начальника. В 1953 году СКБ-2 вошло в состав Всесоюзного научно-исследовательского института буровой техники (ВНИИбур-нефть, впоследствии — ВНИИБТ). Там Гусман до 1983 года заведовал отделом турбинного бурения, в 1983—1992 годах был старшим научным сотрудником.
Доктор технических наук (1961), профессор.
Умер в 1999 году после продолжительной болезни.

## Награды и премии
- Сталинская премия III степени (10 апреля 1942) — за изобретение многоступенчатой гидравлической турбины для бурения глубоких скважин
- Сталинская премия II степени (1947) — за разработку и широкое внедрение метода непрерывного наклонного бурения нефтяных скважин
- заслуженный деятель науки и техники РСФСР[2][1]
- три ордена Трудового Красного Знамени[1]
- два ордена «Знак Почёта»[1]
- медали[какие?][2]
- Почётный нефтяник СССР[2]

## Автор и соавтор книг
- «Турбинное бурение нефтяных скважин» (Гостоптехиздат, 1952).
- Гусман М. Т., Балденко Д. Ф. Винтовые забойные двигатели. — М.: ВНИИОЭНГ, 1972;
- Гусман М. Т., Балденко Д. Ф., Кочнев А. М., Никомаров С. С. Забойные винтовые двигатели для бурения скважин. — М.: Недра, 1981.